# Neredzīgais Indriķis
Neredzīgais Indriķis (Slepý Jindřich) (4. říjnajul./ 15. října 1783greg., Mazdzērve, dnes Apriķi - 12. lednajul./ 24. ledna 1828greg., tamtéž)  byl lotyšský básník, první, jehož dílo bylo publikováno v samostatné sbírce, a první, jehož básně byly přeloženy do jiného jazyka.

## Život

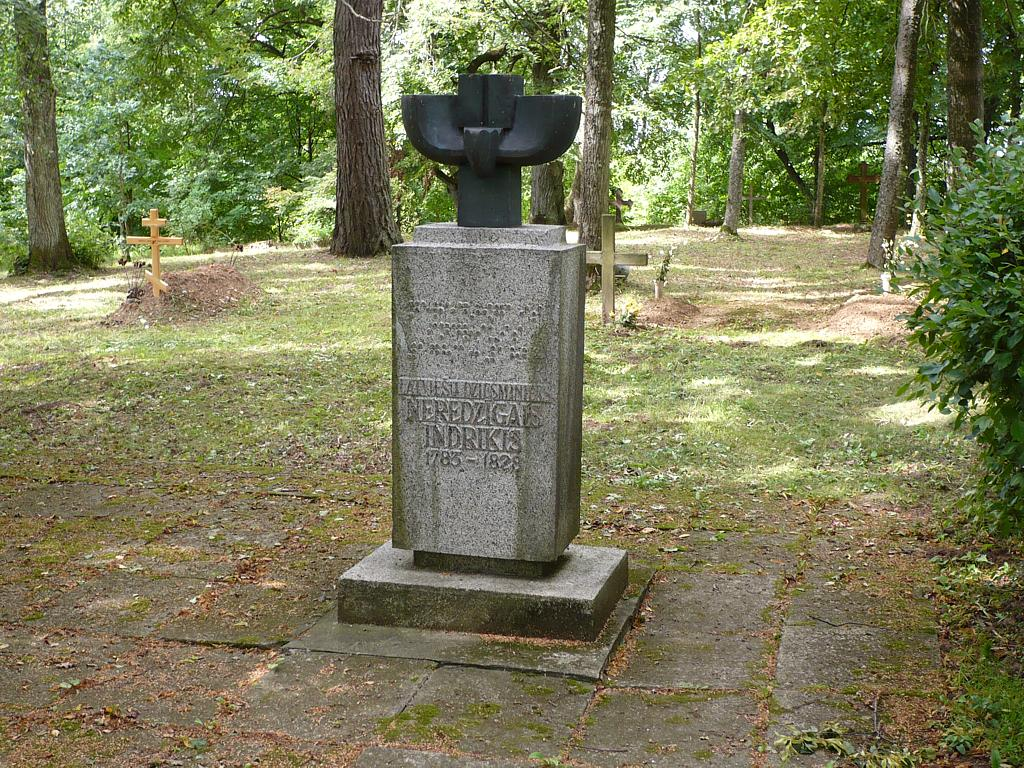
Indriķisův náhrobní kámen

Pocházel z nevolnické rodiny na panství Elkulejās. Poté, co v dětství ztratil rodiče, byl vychován příbuzným svého otce. V pěti letech po onemocnění neštovicemi úplně ztratil zrak , ale dokázal se vyučit ševcem a krejčím. Jeho starší bratr mu četl články a básně otištěné v knihách, a tak Indriķis začal skládat písně podle vzoru balto-německého luteránského pastora Gottharda Friedricha Stenderse. Skládal také náboženská kázání a upozornil na sebe literáta a pastora farnosti Apriki Karla Gotharda Elferfelda. Jeho zásluhou bylo zapsáno a pak roku 1806 knižně vydáno čtrnáct Indrikisovýh básní pod názvem Tā Neredzīgā Indriķa dziesmas (Básně slepého Jindřicha) jako první vydaná básnická sbírka autora lotyšského původu. Elferfeld napsal ke knize předmluvu, postaral se o její distribuci. Některé Indriķisovy básně byly také přeloženy do němčiny. Elferfeld rovněž psal o Indriķisovi do německých novin, například do Neue Wöchentliche Unterhaltung, kde ho nazval lotyšským Homérem.
Roku 1807 se oženil s Annou z vesnice Pādure a měl s ní čtyři děti (dva chlapce a dvě děvčata). Zemřel 24. ledna 1828 a je pohřben na hřbitově Ģibortu poblíž Apriki. Roku 1935 byl na hřbitově postaven pamětní kámen s nápisem v Braillově slepeckém písmu.
Roku 1991 byl v rižské Strazdumuiži postaven Indriķisův památník od sochaře Ārise Smildzerse, který byl později zničen.

## Dílo
Indriķisovy básně vycházejí ze Stendersovy osvícensky klasicistní poetiky, ale začíná se v nich také projevovat nastupující preromantismus (sentimentalismus) v duchu pietismu, který do luteránské formální a chladné teologie vnášel citovost a silně citově zabarvenou osobní zbožnost.
Indriķis psal především o svém neštěstí, o zbožnosti a o důvěře v Boha, o přírodě a o ročních obdobích, o životě rolníků a o jejich práci i o lásce a tichém rodinném štěstí, ale občas se v jeho písních objevili i sociální témata. Často skládal ke svýn básním vlastní melodie. Chválil také zrušení nevolnictví v Kuronsku a Livonsku, ke kterému došlo v letech 1817 až 1819. Po vydání básnické sbírky vycházely jeho příležitostné básně lotyšsky i německy také v novinách, kalendářích a v almanaších. Je zařazován do skupiny tzv. starolotyšů (veclatvieši), kteří iniciovali lotyšské národní obrození.